# Sandberg (Treffurt)
Der Sandberg ist ein unbewaldeter Berg im Gebiet der Stadt Treffurt im nordwestlichen Teil des Wartburgkreises. Er bildet einen nach Nordosten auslaufenden Bergsporn, der am Heldrastein bei Schnellmannshausen beginnt und bis zum Werratal bei der Treffurt reicht.
Der Berg wird landwirtschaftlich genutzt und besteht aus Muschelkalk und Buntsandstein, der aber nur an wenigen Stellen zu Tage tritt, er hat eine Gipfelhöhe von 287,5 m ü. HN und zählt zum Naturpark Eichsfeld-Hainich-Werratal.
Am Nordhang, bei Treffurt, befand sich bis zum 16. Jahrhundert die Ortschaft Reimannshausen. Die Wüstung besaß eine eigene Kirche und lag nahe der Mündung des Schnellmannshäuser Baches. Als Teil der Treffurter Stadtbefestigungsanlagen befand sich südlich von Reimannshausen ein Landwehrgraben, dessen Verlauf noch gut im Steilhangbereich bis zum Sandberggipfel erkennbar ist. Ein weiterer Abschnitt reichte in östlicher Richtung bis zum Iberg und sperrte somit den nördlichen Ausgang des Schnellmanshäuser Tales.